# Vuoriyarvita-K
La vuoriyarvita-K és un mineral de la classe dels silicats, que pertany al grup de la labuntsovita. Rep el nom per la localitat tipus, el massís alcalí-ultrabàsic de Vuoriyarvi, a Rússia.

## Característiques
La vuoriyarvita-K és un ciclosilicat de fórmula química K₂(Nb,Ti)₂(Si₄O₁₂)(O,OH)₂·4H₂O. Va ser aprovada com a espècie vàlida per l'Associació Mineralògica Internacional l'any 1995. Cristal·litza en el sistema monoclínic. La seva duresa a l'escala de Mohs és 4,5. És l'anàleg amb niobi dominant de la tsepinita-K.

## Formació i jaciments
Va ser descoberta al massís alcalí-ultrabàsic de Vuoriyarvi, situat a la República de Carèlia, dins l'óblast de Múrmansk, a Rússia. També a Rússia ha estat descrita al massís de Lovozero i en diversos punts del massís de Khibini. També ha estat trobada a la mina d'urani Rössing, que està ubicada a la localitat d'Arandis, a la regió d'Erongo, a Namíbia. Aquests són els únics indrets a tot el planeta on ha estat descrita aquesta espècie mineral.